# 베리 잉글리시 스캔들
《베리 잉글리시 스캔들》(영어: A Very English Scandal)은 2018년 5월에 영국 BBC 원 채널에서 방영하고 6월에 아마존 프라임에서 공개된 3부작 텔레비전 드라마이다. 1970년대 후반의 제러미 소프의 성폭력 스캔들 실화를 각색한 드라마로, 휴 그랜트와 벤 휘쇼가 출연한다. 존 프레스턴이 쓴 동명 소설이 원작이다.

## 출연진
- 휴 그랜트 - 제러미 소프
- 벤 휘쇼 - 노먼 조시프
- 모니카 돌런 - 매리언 소프
- 앨리스 오어유잉 - 캐럴라인 올패스
- 앨릭스 제닝스 - 피터 베셀
- 조너선 하이드 - 데이비드 내플리
- 이브 마일스 - 그웬 패리존스
- 데이비드 뱀버 - 아서 고어
- 제이슨 왓킨스 - 엠린 후슨
- 나오미 배트릭 - 다이애나 스테인턴
- 블레이크 해리슨 - 앤드루 뉴턴
- 미셸 폭스 - 린
- 에이드리언 스카버러 - 조지 카먼
- 퍼트리샤 호지 - 어설라 소프
- 미셸 도트리스 - 에드나 프렌드십
- 마이클 컬킨 - 레지 모들링
- 수전 울드리지 - 피오나 조지
- 앤서니 오도널 - 리오 애브스